# 高槻市立丸橋小学校
高槻市立丸橋小学校（たかつきしりつ まるばししょうがっこう）は、大阪府高槻市にある公立小学校。略称は「マルハシ」「マルバシ」「マルショウ」などがある。

## 著名な出身者
・二川孝広 - プロサッカー選手（FCティアモ枚方）

## 沿革
- 1976年4月1日　開校
- 7月14日　簡易プール完成
- 1979年4月2日　養護学級（知的障害）設置
- 1987年6月12日　プール竣工
- 1997年3月31日　コンピュータルーム完工
- 2009年4月　コンピューター各クラス配置完工

## 交通アクセス
- JR京都線摂津富田駅および阪急京都本線富田駅下車後、高槻市営バス「芝生東口」停留所下車後すぐ。